# Mandūb
Als mandūb (arabisch مندوب) oder mustahabb (مستحب, DMG mustaḥabb) bezeichnet man im Islam Handlungen, deren Tun nach der religiösen Auffassung, die in der Scharia niedergeschrieben ist, empfohlen und deshalb erstrebenswert sind. Sie ist die zweite der fünf Kategorien menschlicher Handlungen in der islamischen Rechtswissenschaft.
Nach islamischer Überlieferung wird der Muslim für das Unterlassen empfohlener Handlungen zwar nicht bestraft, für sein Tun hingegen belohnt. Damit grenzen sie sich klar von der Fard ab.

## Beispiele
Ein Beispiel für Handlungen, die als mandub bewertet werden, sind freiwillige, zusätzliche Gebete. Der Salām-Gruß as-salāmu ʿalaikum ist ebenfalls löblich, genauso wie Sadaqa (freiwillige Almosengabe) und ʿUmra (zusätzliche Pilgerreisen nach Mekka, die aber die Haddsch nicht ersetzen können).